# Parque nacional Montes Iglit-Baco
El Parque nacional de los Montes Iglit-Baco es un área protegida de las Filipinas y un parque patrimonio de la ASEAN situado en la isla de Mindoro en el centro de ese país asiático. El parque cubre un área de 75 445 hectáreas que rodean el monte Iglit y el monte Baco en el interior central de Mindoro. El parque fue establecido en 1970 en virtud de la Ley de la República N º 6148. En 2003, la Asociación de Naciones del Sudeste Asiático lo declaró como uno de sus cuatro parques patrimonio en las Filipinas. El parque también ha sido nominado en la Lista Indicativa de la UNESCO como Patrimonio de la Humanidad.